# Nesselsdorfer Wagenbau-Fabriks-Gesellschaft

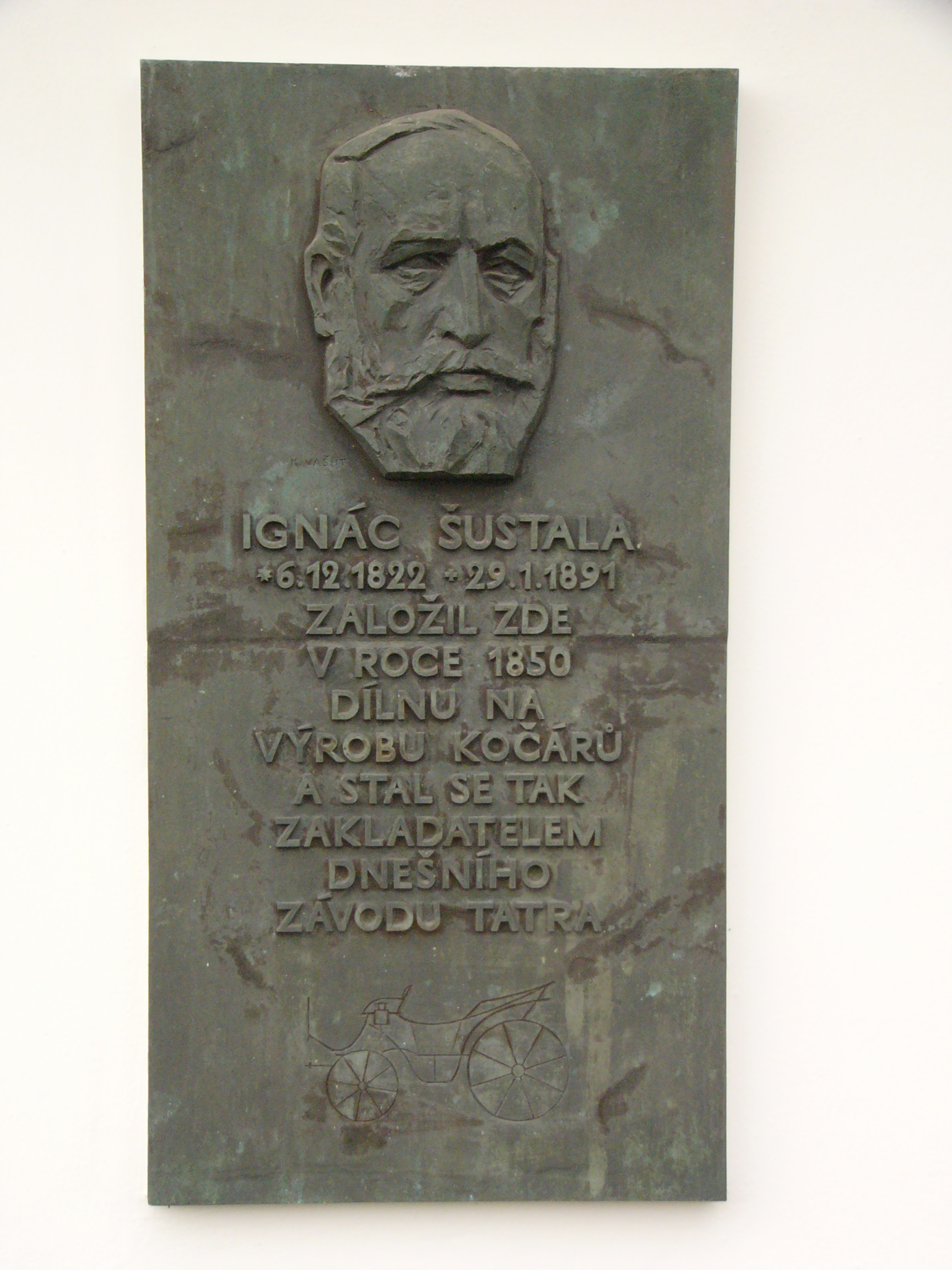
Monumento a Ignác Šustala

La Nesselsdorfer Wagenbau-Fabriks-Gesellschaft (1850–1923) fu una fabbrica di ruote per carri di Kopřivnice (in tedesco Nesselsdorf), nata sotto l'Impero austriaco. Più tardi divenne un'azienda di automobili e cambiò nome nel 1923 in Tatra nel periodo della Prima Repubblica cecoslovacca.

## Storia
La fondazione della società avvenne nel 1850 ad opera di Ignác Šustala (1822–1891) e Adolf Raschka come Kutschenfabrik Ignaz Schustala & Comp.. Fabbricarono carrozze e cocchi, come ad esempio quelle per la città Neutitschein note come Neutitscheinka.
L'azienda Schustala ricevette la onorificenza k.k. Privileg. Nel 1856 furono creati rivenditori a Leopoli, Racibórz, Breslavia, Vienna, Praga, Berlino, Černivci e Kiev. Dal 1882 iniziò la produzione di carrozze ferroviarie. Nel frattempo divenne capo dell'azienda il figlio di Ignaz, Adolf Šustala. Nel 1890 diviene capo ingegnere Hugo Fischer von Röslerstamm come guida della produzione dei vagoni e la società divenne una società per azioni nominata Nesselsdorfer Wagenbau-Fabriks-Gesellschaft con capitale sociale 2 milioni di Kronen. Nel 1891 Ignác Šustala muore e quattro anni più tardi anche Adolf Šustala lascia la società, lasciando le azioni ai fratelli Ignaz junior e Josef.
Negli anni 1897/1898 la prima automobile viene prodotta. Il veicolo è la „Nesselsdorfer Präsident“, simile alla prima Benz-Motorwagen e con carrozzeria, presa dal calesse „Mylord“. Fu, come altri autoveicoli di Siegfried Marcus – un prototipo del 1888 (o dopo) – la prima automobile austro-ungherese. La costruzione fu – sotto la guida di Edmund Rumpler e Karl Sage e del capo officina Leopold Sviták – anche di Hans Ledwinka. Alla mostra „Collectivausstellung österreichischer Automobilbauer“ – in presenza del Kaiser-Francesco Giuseppe I d'Austria-per il Jubiläumsausstellung 1898 – pubblicamente presentata con la Egger-Lohner Elektromobil, di 6 HP Lohnerwagen e la Marcus-Wagen, e altri veicoli storici. Dopo la fiera il veicolo fu lasciato al Österreichischer Automobil-Club come scuola guida. Dal 1919 rimane nel Národní technické muzeum v Praze (Museo nazionale della tecnica di Praga).
Nel 1898 viene prodotto il primo autocarro. Durante la prima guerra mondiale furono impiegati 5.300 lavoratori e 350 impiegati. Dopo la nascita della Cecoslovacchia la società Nesselsdorfer Wagenbau AG ebbe il nome di Kopřivnická vozovka as. L'azienda venne formalmente chiusa nel 1923 per essere fusa con la concorrente Ringhoffer AG di Praga-Smíchov sotto la guida Hans Ringhoffer. La nuova società si chiamò Ringhoffer-Tatra AG dal nome dei Monti Tatra. Hans Ledwinka dopo aver lavorato per anni da altri costruttori di automobili di Kopřivnice, venne chiamato alla guida della nuova Tatra-Werke.

## Modelli

### Automobili

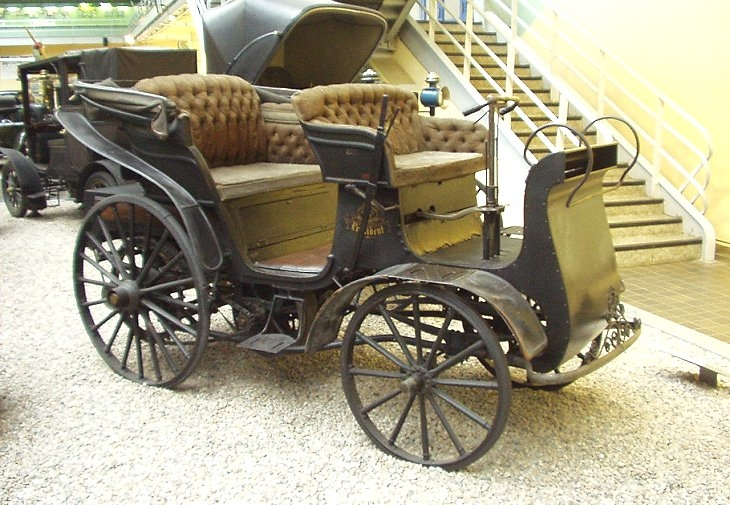
Nesselsdorfer Präsident (1897)

| Modello           | Periodo              |
| ----------------- | -------------------- |
| Präsident         | 1897                 |
| Präsident II      | 1899                 |
| Typ A Vierer      | 1900                 |
| Typ A Vierer II   | 1900                 |
| Typ Rennwagen     | 1900                 |
| Typ Elektromobil  | 1900                 |
| Typ A Modell 1901 | 1900–1901            |
| Typ Neuer Vierer  | 1901–1902            |
| Typ Zweier        | 1901–1902            |
| Typ B             | 1902–1904            |
| Typ C             | 1902–1905            |
| Typ D             | 1902–1905            |
| Typ E             | 1904–1906            |
| Typ F             | 1906                 |
| Typ J 30          | 1906                 |
| Typ L             | 1906–1911            |
| Typ S 4 16/20 PS  | 1906–1911            |
| Typ J 40          | 1907–1908, 1910–1911 |
| Typ S 4 20/30 PS  | 1910–1916            |
| Typ S 6 40/50 PS  | 1910–1914            |
| Typ T             | 1914–1925            |
| Typ U             | 1914–1925            |

### Autocarri e autobus
| Modello              | Periodo   |
| -------------------- | --------- |
| primo LKW Prototyp   | 1898      |
| secondo LKW Prototyp | 1909      |
| Typ k                | 1909–1911 |
| Typ M                | 1909–1911 |
| Typ R                | 1908      |
| Typ O                | 1907–1909 |
| Typ SO               | 1910–1914 |
| Typ TO               | 1920–1928 |
| Typ T14/40 Prototyp  | 1914      |
| Typ TL2              | 1915–1924 |
| Typ TL4              | 1916–1924 |